# The Gibson Goddess

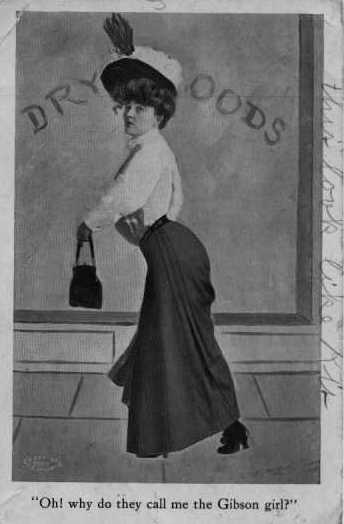
Karikatur eines Gibson Girls, Postkarte, USA 1907

The Gibson Goddess (deutsch: Die Gibson-Göttin) ist eine US-amerikanische Filmkomödie des Regisseurs David Wark Griffith aus dem Jahr 1909. Das Drehbuch schrieb ebenfalls David Wark Griffith, der Stummfilm ist eine Produktion der American Mutoscope and Biograph Company.

## Handlung
Nanette Ranfrea, die Hauptdarstellerin, entspricht dem von dem US-amerikanischen Zeichner Charles Dana Gibson um die Jahrhundertwende geschaffenen Schönheitsideal des Gibson Girls. Aufgrund ihres attraktiven Äußeren wird sie ständig von Männern umschwärmt, sie findet es aber bisweilen lästig. So seufzt sie während des Films Oh! Why did they have to call me the Gibson Girl? – angelehnt an den Titel eines populären zeitgenössischen Schlagers. Nach einer anstrengenden Saison voller gesellschaftlicher Verpflichtungen will sie einen ruhigen Sommer in einem abgelegenen Seebad verbringen. Der ausgewählte Ort wird überwiegend von Urlaubern der Mittelschicht besucht. Daher glaubt Ranfrea, sie würde dort der anstrengenden Aufmerksamkeit der Männer entkommen.
Sie kommt nur mit kleinem Gepäck und ihrem Hausmädchen an, doch binnen kürzester Zeit hat sie die Aufmerksamkeit der männlichen Bevölkerung gefunden – und die Eifersucht der nun vernachlässigten weiblichen Bevölkerung geweckt. Die Vielzahl der Verehrer veranlasst Ranfrea, die nur am Strand in Ruhe ein Buch lesen wollte, sich in die Abgeschiedenheit ihres Hotelzimmers zurückzuziehen. Ihr Hausmädchen zeigt sich daraufhin einfallsreich und schlägt einen anderen Weg vor, sich der Schar zu entledigen. Ranfrea kleidet sich in einen Badeanzug mit dick ausgestopften groben Wollstrümpfen, deren Anblick die meisten Männer in die Flucht schlägt. Mit einer Ausnahme, Commodore Fitzmaurice, der nun ständiger Begleiter Ranfreas wird. Bei einer Begegnung der beiden mit den übrigen Verehrern trägt Ranfrea wieder ihre schwarzen Seidenstrümpfe, und die Männer erkennen, dass sie getäuscht worden sind. Sie wollen sich daraufhin wieder den früheren Favoritinnen zuwenden, die ihnen aber nun die sprichwörtliche kalte Schulter zeigen.

## Produktionsnotizen
The Gibson Goddess ist ein One-Reeler auf 35-mm-Film mit einer Länge von 576 Fuß. Der Film wurde am 1. November 1909 beim United States Copyright Office registriert und kam am selben Tag in die Kinos. Er wurde 2017 auf Blu-ray Disc veröffentlicht.

## Kritik
The New York Dramatic Mirror, ursprünglich eine Theaterzeitschrift, die erst kurz zuvor damit begonnen hatte, in einer Kolumne Filme zu besprechen, war von dem Film nicht beeindruckt und verwarf besonders das Ende als nicht überzeugend. Der Filmhistoriker Charlie Keil betrachtet The Gibson Goddess als ein „Gegengift“ zu den von Griffith im Vormonat gedrehten schwerfälligen Melodramen wie A Change of Heart, His Lost Love und The Expiation. Er merkt an, dass der Film auf einfache Weise den Voyeurismus und Fetischismus thematisiere, der Kinofilmen innewohnt. Allerdings meint er auch, dass der Film “für die Tonne” sei (“basically a throw‐away”).
Die Medienhistorikerin Moya Luckett sieht die zahlreichen Frauen in „starken“ Rollen, sei es als Heldinnen der Handlung oder schlicht als berufstätige Frauen, als Ausdruck des Progressivismus von David Wark Griffith. Das gelte auch für Werke wie The Gibson Goddess und The New York Hat, die die Freude der dargestellten Frauen an ihrer öffentlichen Sichtbarkeit zumindest nicht verdammten. Ein weiterer Aspekt sei, dass der Film die Schwierigkeiten junger Frauen ins Bewusstsein rufe, ungestört öffentlichen Raum für sich zu nutzen. Positiv merkt sie an, dass die Protagonistin ihr Erscheinungsbild in freier Selbstbestimmung kontrolliert und gezielt zur Abwehr unerwünschter Avancen einsetzt.